# فرانسيس أولدهام كيلسي
فرانسيس كاثلين أولدهام كيلسي (بالإنجليزية: Frances Kathleen Oldham Kelsey)‏ ‏ (24 يوليو 1914 - 7 أغسطس 2015) هي طبيبة وصيدلانية كندية ومراجعة لدى إدارة الغذاء والدواء الأمريكية، اشتهرت برفضها ترخيص دواء ثاليدوميد للاستعمال التجاري بسبب تخوفها من سلامته على المستخدم، فقامت بإثبات صحة مخاوفها من خلال إثبات أنَّ دواء ثاليدوميد يُسبب عيوباً خلقيةً خَطيرة، وتزامنت حياتها المهنية مع فترة إصدار قوانين لتعزيز رقابة إدارة الغذاء والدواء على الأدوية. تعد فرانسيس ثاني امرأة تُمنح جائزة الرئيس للخدمة المدنية الفيدرالية المتميزة، حيث منحها إياها الرئيس الأمريكي جون كينيدي. وُلدت فرانسيس في يوليو 1914، وقد التحقت بجامعة مكغيل سنة 1934 حيثُ حصلت على درجة البكالوريوس في علم الصيدلة، كما حصلت بعدها على درجة الماجستير. توفيت فرانسيس في 7 أغسطس 2015 عن عُمرٍ يُناهز 101 عام.

## النشأة والتعليم
وُلدت فرانسيس في 24 يوليو 1914 في بحيرة شاوينجان في جزيرة فانكوفر في كولومبيا البريطانية، ودرست في مدرسة سانت مارغريت في فيكتوريا وتخرجت منها في سن الخامسة عشر، وفي الفترة ما بين 1930-1931 دَرست في كلية فيكتوريا المعروفة الآن باسم جامعة فكتوريا، ومن ثُم التحقت بجامعة مكغيل حيثُ حصلت منها في عام 1934 على درجة البكالوريوس في علم الصيدلة وفي عام 1935 حصلت منها على درجة الماجستير في علم الصيدلة، وفيما بعد وبتشجيع أحد أساتذتها كتبت فرانسيس رسالة إلى يوجين ماكسيميليان كارل جيلينج (باحث معروف ساهم بإنشاء قسم الصيدلة في جامعة شيكاغو) تتسائل فيها حولَ إمكانية تقديم مساعدة مالية لها لإكمال دراستها للحصول على درجة الدكتوراه.
قام يوجين بتقديم عرض منحة دراسية لَفرانسيس، ولكن فرانسيس واجهت مشكلة بسيطة وهي اعتقاد يوجين بأنها رجل، حيث كتبَ في الرسالة (عزيزي السيد أولدهام)، فقامت فرانسيس باستشارة أستاذها حول إرسال رسالة أُخرى توضح فيها الأمر، فقال لها: «لا تكوني سخيفة، أقبلي العرض ووقعي باسمك واكتبي بين قوسين كلمة آنسة، واذهبي للعمل!»، فوافقت فرانسيس وغادرت مدينة مونتريال الكندية إلى ولاية إلينوي الأمريكية، وبدأت العمل عام 1936.
وفي عام 1937، طلبت إدارة الغذاء والدواء الأمريكية من يوجين البقاء لإجراء بحوث حول حوادث وفاة غير اعتيادية بسبب إكسير سلفانيلاميد، وقامت فرانسيس بمساعدة يوجين في بحوثه، حيث توصلا إلى أنَّ حوالي 107 من حالات الوفاة جاءت نتيجة لاستخدام غلايكول ثنائي الإيثيلين كمادة مذيبة، وفي العام التالي أصدر الكونغرس الأمريكي قانون الغذاء والدواء ومواد التجميل، وفي نفس العام أكملت فرانسيس دراستها وحصلت على درجة الدكتوراه في علم الصيدلة من جامعة شيكاغو.
ساهم عَمل فرانسيس مع يوجين إلى زيادة اهتمامها في علم التشوه الخلقي والأدوية التي تسبب العيوب الخلقية، كما كَتبت الدكتورة فرانسيس بالشراكة مع زوجها ومع الدكتور يوجين جيلينج كتاب «أساسيات علم الأدوية» (Essentials of pharmacology) في يوليو عام 1948.

## الحياة المهنية والزواج

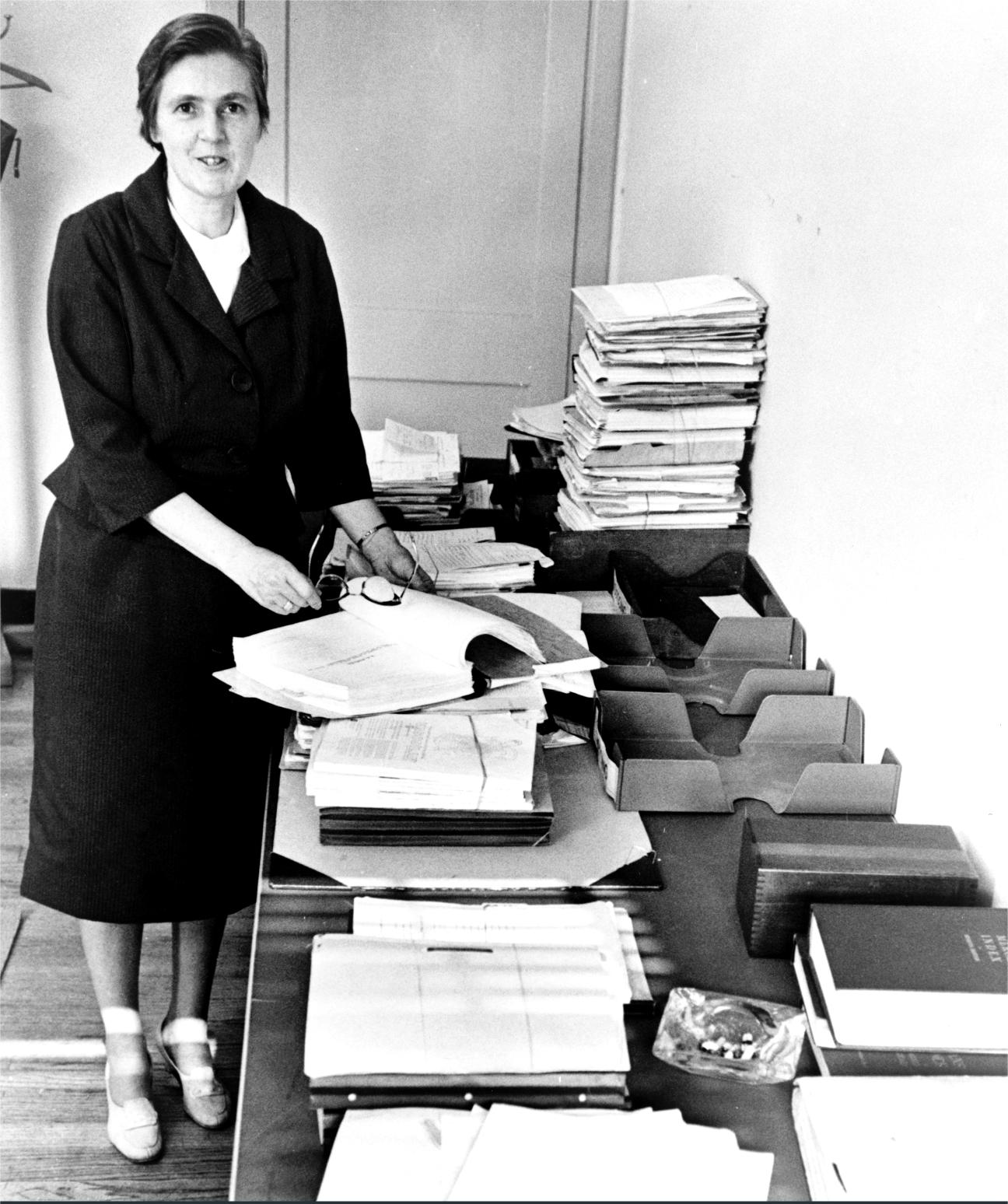
فرانسيس في عقد عام 1960

في عام 1938 أي بعد حصول فرانسيس على درجة الدكتوراه، انضمت فرانسيس إلى الهيئة التدريسية في جامعة شيكاغو، وفي عام 1942 عملت فرانسيس كغيرها على إيجاد علاج لمرض الملاريا، ونتيجةً لهذه الدراسات والأبحاث توصلت فرانسيس إلى معرفة أن بعض الأدوية قادرة على اختراق الحاجز المشيمي، وفي تلك الأثناء التقت فرانسيس بزميلها الدكتور فريمونت إليس كيلسي الذي كان يعمل عضواً في هيئة التدريس أيضاً، وتزوجت منه في عام 1943.
وفي عام 1950، حصلت فرانسيس على درجة دكتور في الطب من جامعة شيكاغو، وفي أثناء عملها في التعليم عَملت فرانسيس لمدة عامين كمحررة مُشاركة في مجلة الجمعية الطبية الأمريكية، وفي عام 1954 قررت فرانسيس مُغادرة جامعة شيكاغو للعمل في تدريس علم الصيدلة في جامعة ساوث داكوتا، فانتقلت هي وزوجها وابنتيها إلى مدينة فيرمليون في ولاية داكوتا الجنوبية، واستمرت في التدريس هُناك حتى عام 1957.
وفي خمسينات القرن العشرين أصبحت فرانسيس تحمل الجنستين الكندية وَالأمريكية، وذلك بهدف استمرارها في العمل في الولايات المتحدة الأمريكية، وفي نفس الوقت للحفاظ على علاقتها القوية مع بلدها الأصل كندا، حيثُ كانت تذهب بزيارات مُنتظمة إلى أشقائها في كندا حتى وقتٍ متأخر من عمرها.

## العمل في إدارة الغذاء والدواء وقضية دواء ثاليدوميد

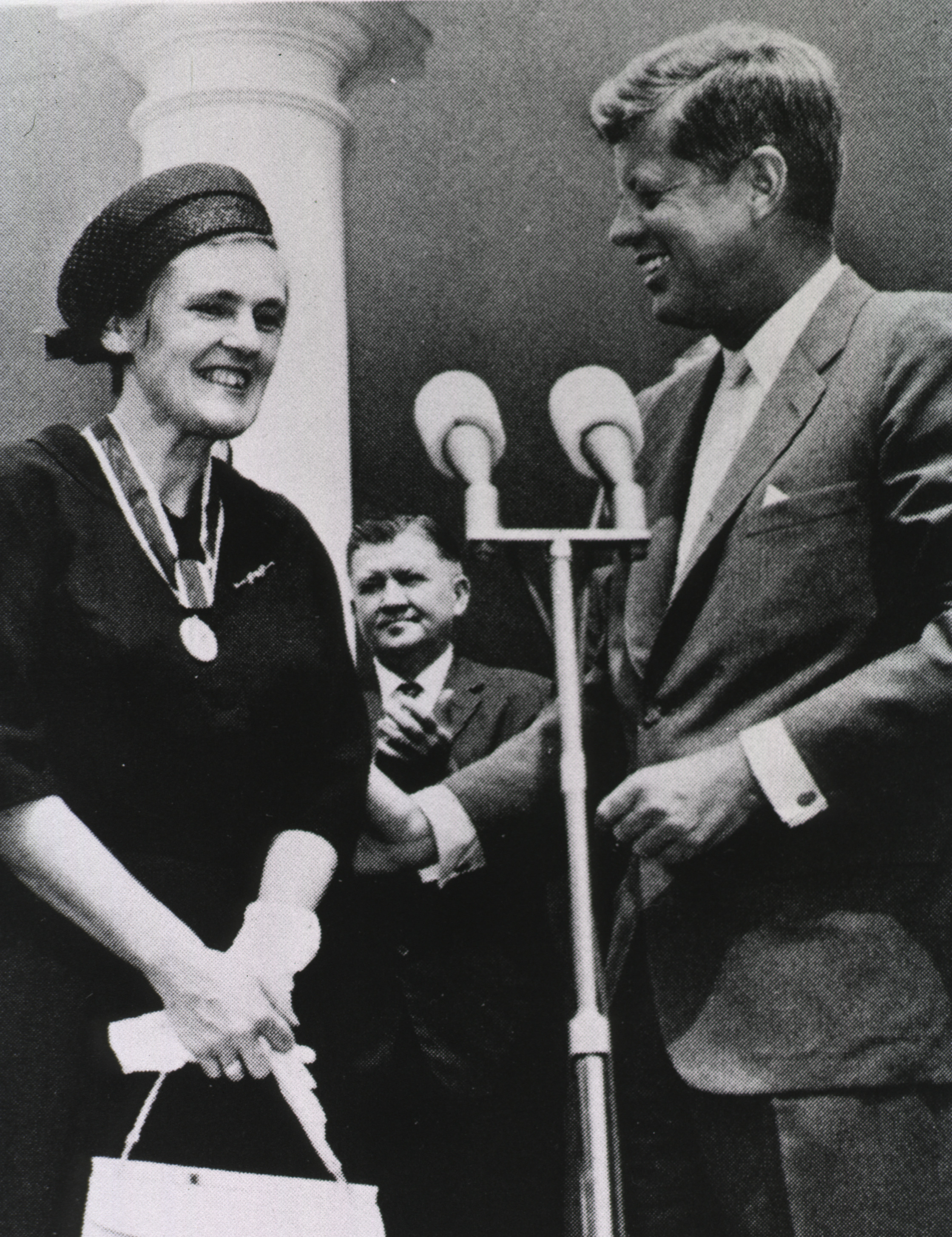
فرانسيس تتلقى جائزة الرئيس للخدمة المدنية الفيدرالية المتميزة، وقد منحها إياها الرئيس الأمريكي جون كينيدي عام 1962

تعاقدت فرانسيس في عام 1960 مع إدارة الغذاء والدواء في واشنطن العاصمة، وذكرت فرانسيس أنها كانت تعمل في مراجعة الأدوية بين سبعة أشخاص فقط بدوام كامل وأربعة أشخاص بدوام جزئي لدى إدارة الغذاء والدواء. طلبت إدارة الغذاء والدواء الأمريكية من فرانسيس مراجعة طلب شركة ماريون ميريل داو المُتعلق بدواء ثاليدوميد (تحت الاسم التجاري كيفادون) باعتباره دواءاً مهدئاً للأعصاب ومسكناً للألم مع إرشادات معينة لوصف الدواء للنساء الحوامل لعلاج الغثيان الصباحي المُرافق للحمل، وعلى الرغم من أن الدواء قد تمت الموافقة عليه في كندا وأكثر من 20 دولة أوروبية وأفريقية، إلا أنَّ فرانسيس رفضت الموافقة عليه وطلبت المزيد من الوقت لإجراء الدراسات والتجارب السريرية اللازمة، وعلى الرغم من ازدياد ضغط الشركات المُصنعة للثاليدوميد فقد استمرت فرانسيس في رفض الموافقة عليه وطلبت إثبات صحة دراسة إنجليزية وضحت وجود آثار جانبية للدواء على الجهاز العصبي.
في تلك الأثناء حصلت في أوروبا حالات من التشوهات الخلقية بين الولادات الخاصة بالنساء اللواتي تعاطين دواء ثاليدوميد خلال فترة الحمل، وبالتالي تم إثبات صحة شك وإصرار فرانسيس لإجراء دراسات وتجارب إضافية، وبعد فترة أظهرت الدراسات والأبحاث أنَّ دواء ثاليدوميد قد عبر حاجز المشيمة وسبب تشوهات خلقية خطيرة لدى الأجنة، وقد أشادت صحيفة واشنطن بوست في صفحتها الأولى بأداء فرانسيس حيثُ وصفتها الصحيفة على أنها بَطلة لتجنيبها حدوث مأساة مماثلة في الولايات المتحدة الأمريكية، وقال مورتون مينتز (كاتب المقال في صحيفة واشنطن بوست): «فرانسيس كيلسي منعت... ولادة مئات أو حتى آلاف من الأطفال بلا أطراف.»، وقد أصرت فرانسيس على أنَّ الفضل يُجب أن يُعزى أيضاً إلى مُساعديها (أويام جيرو وَلي جيسمار) بالإضافة إلى رؤسائها في إدارة الغذاء والدواء الأمريكية لدعمهم القَوي لموقفها، وبقي موقف الدكتورة فرانسيس من دواء الثاليدوميد يُسرد بشكل مُستمر للمُساعدة في زيادة التدقيق على قبول الأدوية في عام 1962.
وبعد نشر مورتون مينتز للقضية في يوليو عام 1962 حصل غضب شعبي كَبير، وفي أكتوبر 1962 أجمع الكونغرس على ضرورة تعديل قانون الغذاء والدواء ومواد التجميل بهدف تعزيز وتدعيم الضوابط التنظيمية للأدوية، وقد عُرف هذا التعديل باسم «تعديل هاريس كيفوفير»، وتمثلت فائدة هذا التعديل على ضرورة تقديم شركات الأدوية لأدلة تثبت فعالية الأدوية الجديدة، مع تقديم تقرير عن الآثار الجانبية الضارة الناجمة عن استخدامها، بالإضافة إلى طلب موافقة من المرضى المشاركين في الدراسات السريرية، وتهدف هذه التعديلات بشكل رئيس إلى فرض قيود أكثر صرامة على اختبار وتوزيع الأدوية الجديدة لتجنب مشاكل مماثلة، وكان من ضمن التعديلات ولأول مرة ضرورة إثبات فعالية وتأثير الأدوية المراد تصنيعها قبل تسويقها، وحصل جدل حول هذه التعديلات.
ونتيجة لرفض فرانسيس منح الموافقة الأمريكية حول دواء ثاليدوميد، تم ترشيحها لِنيل جائزة الرئيس للخدمة المدنية الفيدرالية المتميزة، ونالت هذه الجائزة وتم تكريمها من قبل الرئيس الأمريكي الخامس والثلاثين جون كينيدي، لتصبح ثاني امرأة تحصل على هذه الجائزة، وبعد تسلم فرانسيس الجائزة استمرت في عملها في إدارة الغذاء والدواء الأمريكية، ولعبت فرانسيس دوراً كبيراً في تحديد وتطبيق تعديلات عام 1962، وأصبحت أيضاً مسؤولة عن توجيه مراقبة اختبار الأدوية في إدارة الغذاء والدواء الأمريكية. قامت شركة باثي البريطانية فيما بعد بإصدار فيلم حول كينيدي اعترف فيه بفضل فرانسيس في إحدى خطاباته السياسية.
وفي عام 2005 تقاعدت فرانسيس من إدارة الغذاء والدواء، وكانت في ذلك الوقت بعمر 90 سنة وكانت قد أمضت 45 عاماً من الخدمة في الإدارة، وفي عام 2010 أنشأت إدارة الغذاء والدواء جائزة كيلسي التي تمنح سنوياً لموظف يعمل بالإدارة.

## الحياة اللاحقة والوفاة

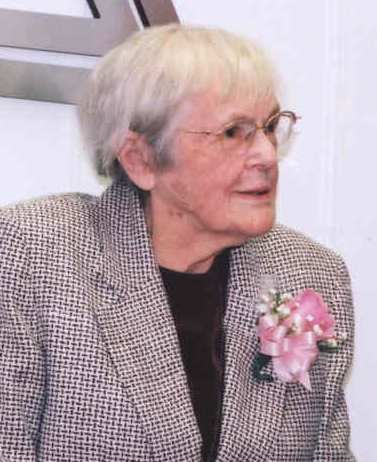
فرانسيس أثناء انضمامها إلى قاعة الشهرة الوطنية للمرأة

استمرت فرانسيس في عملها في إدارة الغذاء والدواء الأمريكية حتى بعد اشتهارها نتيجة لعملها الأول، كما استمرت فرانسيس في نفس الوقت بالعمل في مركز تقييم وفحص الأدوية التابع لإدارة الغذاء والدواء حتى عام 1995، كما عينت فرانسيس نائباً للشؤون العلمية والطبية، وتكريماً لها ولجهودها أطلق اسم فرانسيس كيلسي على إحدى المدارس الثانوية في خليج مل في كولومبيا البريطانية، وقد تقاعدت فرانسيس من العمل في عام 2005.
وفي عام 2010 حصلت فرانسيس على جائزة التفوق في سلامة الأدوية، وبعدها أنشأت إدارة الغذاء والدواء جائزة كيلسي التي تمنح لأحد موظفي الإدارة بشكل سنوي، وأثناء الإعلان عن الجائزة قال مدير المركز ستينن جالسون: «يسرني جداً أن أنشأ جائزة الدكتورة فرانسيس كيلسي للتفوق والتميز في سلامة الأدوية، ونحن بانتظار التعرف على أول متلقي للجائزة لإنجازاته المميزة في تنظيم وسلامة الأدوية».
في 24 يوليو 2014 أَصبحت فرانسيس من المُعمرين (أي أصبح عُمرها 100 عام)، وفي خريف عام 2014 انتقلت فرانسيس من واشنطن العاصمة إلى لندن في أونتاريو للعيش مع ابنتها هُناك، وفي يونيو عام 2015 وضع اسم فرانسيس على قائمة المرشحين للحصول على وسام كندا، وفي ذلك الوقت أشاد مرسيدس بينيجبي (أحد ضحايا الثاليدوميد ورئيس جمعية ضحايا الثاليدوميد في كندا) بقوة فرانسيس وشجاعتها ورفضها للخضوع للضغط، وقال: «بالنسبة لنا، كنتِ دائماً لدينا البطلة، حتى لو كان ما فعلته في بلدٍ آخر.».
وفي 7 أغسطس 2015 تُوفيت فرانسيس في لندن في أونتاريو عن عُمرٍ يُناهز 101 عام، وذلك بعد أقل من 24 ساعة على زيارة نائبة حاكم أونتاريو إليزابيث دودزويل منزل فرانسيس لتقدم لها شارة عضو وسام كندا لدورها البارز ضد الثاليدوميد.

## الإنجازات والجوائز
- 1962: جائزة الرئيس للخدمة المدنية الفيدرالية المتميزة.[14]
- 1963: جائزة المفتاح الذهبي من جامعة شيكاغو ومن جمعية خرييجي العلوم الطبية والبيولوجية.[34]
- 2000: انضمت إلى قاعة الشهرة الوطنية للمرأة.[23]
- 2001: عينت مستشار عملي للجمعية الطبية الأمريكية.[35]
- 2006: منحت جائزة فوريموثير من المركز الوطني للبحوث الصحية.[36]
- 2010: أول من حصل على جائزة الدكتورة فرانسيس كيلسي للتميز والشجاعة في حماية الصحة العامة، ومنحت هذه الجائزة من قبل إدارة الغذاء والدواء.[37]
- 2012: حصلت على الدكتوراة الفخرية في العلوم من جامعة فانكوفر ايلاند.[38]
- 2015: وضع اسمها على قائمة وسام كندا.[32]

### المَراجع باللغة العربية
- "جائزة باسم طبيبة أميركية". صحيفة الإمارات اليوم. 16 سبتمبر 2010. مؤرشف من الأصل في 30 سبتمبر 2017. اطلع عليه بتاريخ 20 نوفمبر 2016. {{استشهاد ويب}}: تحقق من التاريخ في: |تاريخ= (مساعدة)
- "واشنطن تكرم طبيبة حظرت تداول "الثاليدومايد" المسبب لتشوهات المواليد في الأسواق الأمريكية قبل 50 عاما". الاقتصادية. 15 سبتمبر 2010. مؤرشف من الأصل في 30 سبتمبر 2017. اطلع عليه بتاريخ 20 نوفمبر 2016. {{استشهاد ويب}}: تحقق من التاريخ في: |تاريخ= (مساعدة)
- "عقار الثاليدومايد يثير أسئلة حول استخدامه خارج القيود القانونيّة". جريدة الحياة. 16 أيلول 2013. مؤرشف من الأصل في 16 أبريل 2018. اطلع عليه بتاريخ 20 نوفمبر 2016. {{استشهاد ويب}}: تحقق من التاريخ في: |تاريخ= (مساعدة)
- "امنعوا استخدام عقار الثاليدوميد !". صحيفة المدى. 24 أغسطس 2013. مؤرشف من الأصل في 30 سبتمبر 2017. اطلع عليه بتاريخ 20 نوفمبر 2016. {{استشهاد ويب}}: تحقق من التاريخ في: |تاريخ= (مساعدة)
- "وفاة الطبيبة الكندية فرانسيس كيلسي عن عمر يناهز 101 سنة". صحيفة التحرير اليومية. 9 أغسطس 2015. مؤرشف من الأصل في 30 سبتمبر 2017. اطلع عليه بتاريخ 20 نوفمبر 2016. {{استشهاد ويب}}: تحقق من التاريخ في: |تاريخ= (مساعدة)

### المَراجع باللغة الإنجليزية
1. ↑   http://pubs.acs.org/cen/coverstory/83/8325/8325thalidomide.html. {{استشهاد ويب}}: |url= بحاجة لعنوان (مساعدة) والوسيط |title= غير موجود أو فارغ (من ويكي بيانات) (مساعدة)
2. ↑   https://www.gg.ca/document.aspx?id=16152&lan=fra. {{استشهاد ويب}}: |url= بحاجة لعنوان (مساعدة) والوسيط |title= غير موجود أو فارغ (من ويكي بيانات) (مساعدة)
3. ↑   https://www.womenofthehall.org/inductee/frances-oldham-kelsey/. {{استشهاد ويب}}: |url= بحاجة لعنوان (مساعدة) والوسيط |title= غير موجود أو فارغ (من ويكي بيانات) (مساعدة)
4. 1 2  Peritz، Ingrid (24 نوفمبر 2014)، Canadian doctor averted disaster by keeping thalidomide out of the U.S.، The Globe and Mail، مؤرشف من الأصل في 2023-06-07، اطلع عليه بتاريخ 2015-08-07.
5. 1 2 3 4 5 6  "Frances Kelsey"، Canada Heirloom Series، Heirloom Publishing Inc.، 986، مؤرشف من الأصل في 2022-04-22، اطلع عليه بتاريخ 2009-08-15.
6. 1 2  Bernstein، Adam؛ Sullivan، Patricia (7 أغسطس 2015)، Frances Oldham Kelsey, FDA scientist who kept thalidomide off U.S. market, dies at 101، واشنطن بوست، مؤرشف من الأصل في 2019-03-12، اطلع عليه بتاريخ 2015-08-07.
7. 1 2 3 4 5 6 7 8  Bren، Linda (مارس–أبريل 2001)، "Frances Oldham Kelsey: FDA Medical Reviewer Leaves Her Mark on History"، FDA Consumer، مؤرشف من الأصل في 2006-10-20، اطلع عليه بتاريخ 2009-08-15.
8. ↑  "When Kelsey read Geiling's letter offering her a research assistantship and scholarship in the PhD program at Chicago, she was delighted. But there was one slight problem — one that 'tweaked her conscience a bit.' The letter began 'Dear Mr. Oldham,' Oldham being her maiden name. Kelsey asked her professor at McGill if she should wire back and explain that Frances with an 'e' is female. 'Don't be ridiculous,' he said. 'Accept the job, sign your name, put 'Miss' in brackets afterwards, and go!'" Bren (2001).
9. ↑  Spiegel، Rachel، Research in the News: Thalidomide، مؤرشف من الأصل في 2007-08-22، اطلع عليه بتاريخ 2009-08-15.
10. ↑  "Essentials of pharmacology. By Frances K. Oldham, F. E. Kelsey, and E. M. K. Geiling. J. B. Lippincott Company, Philadelphia, 1947. xiv + 440 pp. 12 × 19.5 cm. Price $5". مؤرشف من الأصل في 2017-09-30. اطلع عليه بتاريخ 2016-11-19.
11. ↑  "Essentials of Pharmacology: F.E. kelsey, & E. M. K. Geiling Frances K. oldham: Amazon.com: Books". مؤرشف من الأصل في 2020-02-06. اطلع عليه بتاريخ 2016-11-19.
12. ↑  "Essentials of Pharmacology". 19 نوفمبر 2016. مؤرشف من الأصل في 2016-11-20. اطلع عليه بتاريخ 2016-11-19.
13. 1 2 3  Simpson، Joanne Cavanaugh (سبتمبر 2001)، "Pregnant Pause"، Johns Hopkins Magazine، ج. 53، مؤرشف من الأصل في 2023-04-21، اطلع عليه بتاريخ 2006-04-30.
14. 1 2 3  Rouhi، Maureen (20 يونيو 2005)، "Top Pharmaceuticals: Thalidomide"، Chemical & Engineering News، American Chemical Society، ج. 83، مؤرشف من الأصل في 2023-04-09، اطلع عليه بتاريخ 2006-04-30.
15. 1 2 3  "The Story Of The Laws Behind The Labels"، FDA Consumer، يونيو 1981، مؤرشف من الأصل في 2023-05-20، اطلع عليه بتاريخ 2009-08-15.
16. 1 2  Mintz، Morton (15 يوليو 1962)، 'Heroine' of FDA Keeps Bad Drug Off of Market، واشنطن بوست، ص. Front Page. See also Mintz's comments from 2005 on Kelsey.
17. 1 2  Dr. Frances Kathleen Oldham Kelsey، National Library of Medicine، مؤرشف من الأصل في 2023-06-08، اطلع عليه بتاريخ 2006-04-30.
18. ↑  McFadden، Robert (7 أغسطس 2015)، Frances Oldham Kelsey, F.D.A. Stickler Who Saved U.S. Babies From Thalidomide, Dies at 101، نيويورك تايمز، مؤرشف من الأصل في 2025-01-19.
19. ↑  Kefauver Harris Amendment تم الإطلاع بتاريخ 20 نوفمبر 2016. نسخة محفوظة 05 مارس 2017 على موقع واي باك مشين.
20. ↑  Frances Oldham Kelsey، Chemical Heritage Foundation، مؤرشف من الأصل في 2016-06-12، اطلع عليه بتاريخ 2014-03-23 {{استشهاد}}: |archive-date= / |archive-url= timestamp mismatch (مساعدة)
21. ↑  Prenatal fluoride: The most controversial use of the new 1962 law was a vigorous enforcement that took prenatal vitamins with fluoride off the market. Unlike thalidomide, fluoride was not patented or otherwise owned by anyone, so there was no one to defend it or pay for the newly required well-controlled study. The big money in fluoride is in fluoride deficiency (dental caries). Prenatal fluoride is still illegal. http://raygrogan2-ivil.tripod.com/answersforbabycenterposts/id1.html نسخة محفوظة 2018-08-02 على موقع واي باك مشين.
22. ↑  Kennedy، John F. (1962)، Remarks Upon Presenting the President's Awards for Distinguished Federal Civilian Service، مؤرشف من الأصل في 2023-04-21، اطلع عليه بتاريخ 2006-05-01.
23. 1 2  Women of the Hall – Frances Kathleen Oldham Kelsey, Ph.D., M.D.، National Women’s Hall of Fame، 2000، مؤرشف من الأصل في 2022-04-22، اطلع عليه بتاريخ 2006-05-01.
24. ↑  "President Kennedy Calls For Stronger Drug Laws"، British Pathe News، 1962، مؤرشف من الأصل في 2016-03-07
25. ↑  Lyndsey Layton (13 سبتمبر 2010)، "Physician to be honored for historic decision on thalidomide"، The Washington Post، مؤرشف من الأصل في 2023-04-08.
26. ↑  FKSS History، Frances Kelsey Secondary School، مؤرشف من الأصل في 2012-10-19، اطلع عليه بتاريخ 2014-12-26.
27. ↑  "Frances Kelsey, scientist - obituary". The Telegraph. 11 أغسطس 2015. مؤرشف من الأصل في 2017-11-19. اطلع عليه بتاريخ 2015-08-11.
28. ↑  Harris، Gardiner (13 سبتمبر 2010)، "The Public's Quiet Savior From Harmful Medicines"، نيويورك تايمز، مؤرشف من الأصل في 2018-11-26، اطلع عليه بتاريخ 2011-01-04.
29. ↑  Margaret A. Hamburg, M.D., Commissioner of Food and Drugs – Remarks at the Award Ceremony for Dr. Frances Kelsey، مؤرشف من الأصل في 2022-03-08.
30. ↑  Barber، Jackie (10 نوفمبر 2005)، "Center ceremony honors 107 individuals, 47 groups: Spring event inaugurates Frances Kelsey Drug Safety Award"، News Along the Pike، FDA/Center for Drug Evaluation and Research، مؤرشف من الأصل في 2007-06-15، اطلع عليه بتاريخ 2009-08-15.
31. ↑  McElroy، Justin (24 يوليو 2014)، Canadian scientist Frances Kelsey, who spurred FDA reforms, turns 100، Global News، مؤرشف من الأصل في 2023-04-17، اطلع عليه بتاريخ 2014-07-24.
32. 1 2 3  Ingrid Peritz (1 يوليو 2015)، "Doctor who opposed thalidomide in U.S. named to Order of Canada"، The Globe and Mail، مؤرشف من الأصل في 2023-04-17، اطلع عليه بتاريخ 2015-07-01.
33. ↑  Ingrid Peritz (7 أغسطس 2015)، "Canadian doctor who kept thalidomide out of U.S. dies"، The Globe and Mail، مؤرشف من الأصل في 2023-06-01، اطلع عليه بتاريخ 2015-08-07.
34. ↑  Gold Key Award Recipients، The University of Chicago The Medical & Biological Sciences Alumni Association، مؤرشف من الأصل في 2022-04-22، اطلع عليه بتاريخ 2006-08-14.
35. ↑  Geraghty، Karen (يوليو 2001)، "Profile of a Role Model – Frances Oldham Kelsey, MD, PhD"، Virtual Mentor – American Medical Association Journal of Ethics، ج. 7، مؤرشف من الأصل في 2007-09-29، اطلع عليه بتاريخ 2009-08-15.
36. ↑  2006 Foremothers Awards Luncheon، National Research Center for Women & Families، مؤرشف من الأصل في 2011-05-14، اطلع عليه بتاريخ 2009-08-15.
37. ↑  "FDA honors one of its own". سي إن إن blog. 16 سبتمبر 2010. مؤرشف من الأصل في 2017-09-30. اطلع عليه بتاريخ 2015-08-09.
38. ↑  "Honorary doctor of science degree from Vancouver Island University"، Nanaimo News Bulletin، Black Press, Inc.، مؤرشف من الأصل في 2022-01-29.